# Hans Krenek
Hans Krenek (* 11. März 1903 in Wien; † 16. Juni 1966 ebenda) war ein österreichischer Psychologe und Pädagoge, der unter anderem während der Zeit des Nationalsozialismus von 1942 bis 1945 die Wiener städtische Erziehungsanstalt Am Spiegelgrund leitete.

## Leben und Wirken

### Ausbildung und Beruf vor 1938
Hans (eigentlich Johann) Krenek wurde am 11. März 1903 als Sohn eines Arbeiters in Wien geboren. Er besuchte die Volks- und Bürgerschule und absolvierte anschließend die Staatslehrerbildungsanstalt in Wien, wo er 1922 maturierte. Bereits 1923, im Alter von 20 Jahren, trat Krenek der Sozialdemokratischen Arbeiterpartei bei und wurde auf Vermittlung des sozialdemokratischen Wiener Nationalratsabgeordneten Anton Franz Hölzl in den Dienst der Stadt Wien aufgenommen. Dabei war er zunächst als Erzieher in den Waisenhäusern Hohe Warte und Gassergasse tätig und absolvierte den Erzieherfachkurs, woraufhin er 1927 von der Stadt Wien definitiv als Erzieher eingestellt wurde.
1931 legte Hans Krenek nebenberuflich die Ergänzungsmatura für Realgymnasien ab und inskribierte noch im selben Jahr an der Universität Wien für das Studium der Psychologie und Philosophie. Im Februar 1938 schloss er dieses Studium mit der Promotion zum Doktor der Philosophie (Dr. phil.) ab. Bereits ab 1931 wurde er nicht mehr als Erzieher, sondern im Bereich des Verwaltungs- und Rechnungsdienstes der Stadt Wien eingesetzt. 1937 erfolgte seine Versetzung zum städtischen Krankenhaus Lainz, wo er zunächst als Ressortbeamter und später als Personalleiter tätig wurde. Bereits zuvor, nämlich im Jahr 1934, als die SDAP von der austrofaschistischen neuen Bundesregierung verboten worden war, wechselte Krenek nahtlos von den Sozialdemokraten zur Vaterländischen Front und wurde dort Parteimitglied.

### Tätigkeit im Nationalsozialismus 1938–1945
Später gab Krenek in einem Fragebogen im Jahr 1938 an, bereits 1934 der – zu diesem Zeitpunkt in Österreich noch illegalen – NSBO beigetreten zu sein. Seinen eigenen Angaben zufolge trat er zum 1. Mai 1938 der NSDAP bei (Mitgliedsnummer 6.239.572). Nach dem „Anschluss“ Österreichs an das nationalsozialistische Deutsche Reich wurde Hans Krenek ab März 1938 zunächst Organisations- und Propagandaleiter, ab Juli 1938 bis März 1939 Zellenleiter der NSDAP-Zelle des Krankenhauses Lainz.
Im Jahr 1939 wurde Hans Krenek zum kommissarischen Leiter der heilpädagogischen Abteilung des Zentralkinderheims der Stadt Wien in Glanzing bestellt. Mit 25. Juli 1940 wurde er zum pädagogisch-psychologischen Leiter der Wiener städtischen Jugendfürsorgeanstalt Am Spiegelgrund ernannt. Er unterstand dabei dem ärztlichen Leiter der Anstalt, Erwin Jekelius. Der ärztlich geführte Teil der Anstalt, in dem auch die NS-Kindereuthanasiemorde in der „Kinderfachabteilung“ durchgeführt wurden, gehörte dabei formell nicht zu Kreneks Zuständigkeitsbereich. Ende des Jahres 1942 wurde die Anstalt aufgeteilt in die Wiener städtische Nervenklinik für Kinder ‚Am Spiegelgrund‘ und die Wiener städtische Erziehungsanstalt ‚Am Spiegelgrund‘, wobei die Leitung der Erziehungsanstalt Hans Krenek übertragen wurde. Krenek war somit zum Leiter des damals größten Wiener NS-Erziehungsheims geworden. Als solcher gehörte er nach Aufzeichnungen des deutschen Bundesarchivs im Jahr 1942 auch dem Führerkorps der Hitlerjugend an.
Seine Aufgabe im Rahmen der Leitung der Erziehungsanstalt Am Spiegelgrund beschrieb Krenek selbst im Jahr 1942 in einem Aufsatz für die Zeitschrift „Archiv für Kinderheilkunde“ folgendermaßen:

„Die Fürsorgeanstalt „Am Spiegelgrund“ hat die Aufgabe, alle psychisch auffallenden Kinder und Jugendlichen vom Säuglingsalter bis zum Erreichen der Volljährigkeit nach genauester Beobachtung und Prüfung ihrer psychischen und physischen Kenntnisse und Fähigkeiten nach erfolgter Begutachtung in die für sie entsprechende Anstalt bzw. Pflegestelle einzuweisen. Außerdem sollen die hierbei gewonnenen Erfahrungen für spätere wissenschaftliche Arbeiten gesammelt werden. […] Alle Durchzugsgruppen, im besonderen aber die Säuglings- und Kleinkinderabteilung, dienen in erster Linie Beobachtungs- und Begutachtungszwecken und haben außerdem die Aufgabe, sowohl in medizinisch-psychologischer als auch in erbbiologischer und psychiatrischer Hinsicht das gesamte zur Verfügung stehende Zöglingsmaterial zu erfassen und einer späteren wissenschaftlichen Verarbeitung zuzuführen.“

Tatsächlich standen für die Zöglinge der Erziehungsanstalt Am Spiegelgrund Schläge, Quälereien, Drohungen, Beschimpfungen und Demütigungen verschiedenster Art an der Tagesordnung.

### Rehabilitierung nach 1945
Nach der Befreiung Österreichs wurde Hans Krenek am 11. August 1945 aufgrund seiner NSDAP-Mitgliedschaft als Leiter der Erziehungsanstalt „Am Spiegelgrund“ von der Stadt Wien außer Dienst gestellt. Noch im Jahr 1945 erreichte Krenek die Bewilligung des Aufschubs der Registrierung nach dem Verbotsgesetz als „illegaler Nationalsozialist“. Im Dezember 1946 konnte er sogar die völlige Streichung von der Registrierungsliste erreichen. Im Jänner 1946 stellte er ein schriftliches Ansuchen an den Wiener Bürgermeister um Wiederaufnahme in den Dienst der Stadt Wien, das von SPÖ-Vizekanzler Adolf Schärf mit einer beiliegenden Visitenkarte unterstützt wurde. Im Februar 1946 wurde ihm von der SPÖ die Wiederaufnahme in die Partei gewährt, wobei ausdrücklich betont wurde, Krenek habe sich „während der Naziherrschaft antifaschistisch betätigt“. Im Februar 1947 wurde er auf Basis von § 27 NS-Gesetz vom Bundespräsidenten amnestiert und am 15. März 1948 schließlich wieder als Verwaltungsbeamter in den Dienst der Stadt Wien aufgenommen, wobei er zunächst in der Magistratsabteilung 6 in verschiedenen Buchhaltungsabteilungen tätig wurde.
Bei seiner Zeugenaussage im Prozess gegen den Leiter der Kindernervenklinik „Am Spiegelgrund“, Ernst Illing, sagte Krenek im Juli 1947 aus, er habe von Tötungen in der „Kinderfachabteilung“ nie etwas gehört und davon erst aus den Zeitungen erfahren. Illing wurde schließlich im Gegensatz zu vielen anderen NS-Tätern am Spiegelgrund vom Volksgericht Wien zum Tode verurteilt. Hans Krenek hingegen erreichte im Jahr 1951 die Aufnahme in den Bund Sozialdemokratischer Akademikerinnen und Akademiker, Intellektueller, Künstlerinnen und Künstler und wurde 1952 zum „Amtsrat“ ernannt.
Im April 1954 wurde Hans Krenek in die Magistratsabteilung 17 versetzt und mit der Leitung des Referats für Jugendfürsorgeanstalten betraut. 1961 wurde er zum „Oberamtsrat“ befördert und bekam die Leitung über die städtischen Lehrlingsheime anvertraut, was ihn erneut berechtigte, den Titel „Heimdirektor“ zu führen. Noch 1966 sollte Hans Krenek „wegen seiner besonderen fachlichen Ausbildung, seiner reichen Anstaltserfahrung und seiner Eignung für einen leitenden Posten“ das Goldene Ehrenzeichen für Verdienste um die Republik Österreich verliehen werden. Obwohl Bundespräsident Franz Jonas der Verleihung bereits zugestimmt hatte, kam es nicht dazu, weil Hans Krenek kurz davor verstarb.